# 이탈리아에서
《이탈리아에서》 Op.16(독일어: Aus Italien, 교향적 환상곡 사장조)는 리하르트 슈트라우스가 작곡한 교향적 관현악곡으로 교향곡과 교향시의 중간적 성격을 가진 곡이다. ‘이탈리아로부터’라는 제목도 있지만, 자신이 있는 장소를 가리키는 말에 ‘~에서’가 적합하기 때문에 ‘이탈리아에서’라는 제목이 더 적합하다.

## 개요
슈트라우스는 1886년 4월에 마이닝겐 궁정관현악단의 지휘자직을 사임하고, 휴양을 겸하여 8월까지 이탈리아를 여행했다. 그리고 베로나, 볼로냐, 로마, 나폴리, 카프리, 피렌체 등을 방문했는데, 대부분은 로마와 나폴리에서 지냈다. 그러는 동안 각지에서 새로운 작품은 ‘이탈리아에서’의 스케치를 계속했다. 그 2악장은 로마의 카라카라 대중 목욕탕의 유적지에서 스케치된 것인데, 이때인 6월 23일에 슈트라우스는 한스 폰 뷜로에게 보낸 편지에서 '지금까지 나는 자연의 아름다움에 대한 영감에 거의 충실하지 않았지만, 로마의 페허에서 나는 그러한 자연의 아름다움에 대해 많은 것을 알게 되었습니다. 내가 여기에 있는 동안 끊임없이 악상이 떠올랐던 것입니다'라고 적고 있다. 그리고 슈트라우스는 뮌헨 궁정 오페라극장의 악장이 되어 뮌헨에 머무르게 되었고, 여기에서 1886년 동안에 이 곡을 완성했다. 뮌헨에서의 악장생활은 슈트라우스에게 있어 불만이 많았던 생활이었던 반면 여유로운 시간이 많았기 때문에 작곡을 일사천리로 진행할 수 있었으며, 당시의 화제였던 리스트나 바그너 등의 작품을 연구하는 것도 가능했다. 또한 객원지휘자로서 각지를 여행하며 많은 음악가들과 접할 수도 있었다.
이 ‘이탈리아에서’는 ‘깊은 경의와 감사를 담아 한스 폰 뷜로에게’ 헌정되었다. 슈트라우스는 1887년 5월 17일에 뷜로에게 보낸 편지에서, 이 헌정을 허락해 줄 것을 요청하고 있다. 뷜로는 이 작품에 큰 흥미를 나타내어, 리터를 비롯한 천구들에게 보낸 편지에서 이 곡에 대해 절찬을 하였다. 초연은 1887년 3월 2일, 뮌헨의 오데온 광장에 있는 국립극장에서 슈트라우스 자신의 지휘로 이루어졌다. 그러나 이 초연은 처음 3악장까지 박수와 반대의 소리가 섞여 있었다고 한다. 때문에 반드시 성공했다고 말할 수 없었다. 그러나 슈트라우스의 음악에 대해 이해하는 사람들은 이 작품을 열렬히 지지하여, 초연 후에 슈트라우스의 방에 모였다. 슈트라우스는 이 초연 후, 확실히 자신의 방향을 정하여 자신의 길을 가겠다고 선언하였고, 이에 따라 교향시(또는 후기 교향곡)로의 길이 열리게 되었다. 다음 해 1월에 슈트라우스는 이것을 쾰른, 프랑크푸르트, 베를린에서 재연하였다. 그리고 베를린에서는 꽤 성공을 거두었다. 이 곡의 악보는 1887년 11월에 뭔헨의 요제프 아이플 출판사에서 출판하였다.

## 해설
곡은 ‘대관현악을 위한 교향적 환상곡 사장조’이라고 기록되어 있으며, 이른바 표제 교향곡과 교향시의 중간적 성격을 가진 곡이라고 말할 수 있다. 4악장으로 이루어져 있는 점에서는 표제 교향곡에 가깝지만, 베토벤이 작곡한 교향곡 6번 ‘전원’에서 묘사보다 감정의 표현을 중시한다고 말한 것은 이 ‘이탈리아에서’에도 들어맞는다. 슈트라우스는 ‘이 작품은 로마와 나폴리의 놀랄 만한 자연의 아룸다움을 서술한 것이 아니라, 그런 것을 바로 앞에서 보았을 때의 감정을 다루고 있다’라고 적고 있다. 그런 점에서 ‘교향적 환상곡’이라고 적게 된 것이다. 1887년 5월 18일에 뷜로가 쓴 헌정 승낙의 편지에도 이미 ‘교향적 환상곡’이라고 기록되어 있다. 전체 4악장으로 이루어져 있지만 곡의 중심은 2악장에 있으며 1악장은 그에 대한 도입, 서주 부분으로 보는 사람도 있다. 이러한 관점에서 볼 때, 곡은 3악장 구성의 교향곡이 된다. 2악장과 4악장이 소나타 형식을 따라 구성되어 있기 때문에, 여기에서도 슈트라우스는 클래식의 전통을 아직 깰 수는 없었다고도 한다. 또 이 곡은 이후 슈트라우스의 예술적으로 뛰어난 관현악법에 비해 아직 약간의 격차가 있기는 하지만, 전체적으로 이탈리아다운 밝은 색조를 가득 품고 있다는 것은 부정할 수 없다.

## 부제
각 악장의 부제는 이렇다.
제1악장 ‘캄파냐에서’ (독일어: Auf der Campagna)
제2악장 ‘로마의 폐허에서’ (독일어: In Romas Ruinen)
제3악장 ‘소렌토 해변에서’ (독일어: Am Strande)
제4악장 ‘나폴리인의 생활’ (독일어: Neapolitanisches)

## 연주시간
- 약 42분 ~ 45분

## 편성
피콜로, 플루트2, 오보에2(2번은 잉글리시 호른 겸함), 클라리넷2, 바순2, 콘트라바순, 호른4, 트럼펫3, 트롬본3, 튜바, 팀파니, 작은북, 탬버린, 심벌즈, 트라이앵글, 하프, 현5부

## 구성

### 제1악장 ‘캄파냐에서’
안단테 사장조 4/4박자, 자유로운 3부 형식. 앞에서 설명한 바와 같이 이 악장은 2악장에 대한 서주의 성격을 가지고 있다. 캄파냐는 이탈리아 중부지방에 있는 한 도시의 옛 지명으로, 예전에는 귀족과 부호들의 별장지였다고 한다. 이 곳은 로마의 전성기까지 이른바 파라다이스라고 할 만큼 풍요로운 땅이었으나, 전화(戰禍)에 이은 유랑민들의 폭동 이후 황량한 땅으로 변해, 지금은 유목민들이 이따금 왕래할 정도이다. 슈트라우스는 캄파냐에서 지난날을 회상하며 악상에 잠긴 듯한데, 먼저 바순과 오보에의 여린 저음이 광막한 고원에 홀로 있는 슈트라우스의 감화를 나타내는 듯하다. 이후 그 흐름을 이어받아 플루트와 피콜로가 부드러운 동기를 제시한다. 상쾌한 아침의 기분이 흘러넘친다. 이후 제1바이올린이 저음현에서 조용히 탄식하듯이 주제를 제시한다. 여기서 슈트라우스는 풍요로운 옛 시절을 회상하며, 로마에 처음 도착했을 때의 환희감에 젖는다. 이 주제는 다시 한번 반복된 후, 악보1의 동기가 각 악기에 의해 제시되면서 제1부는 마무리된다. 중간부는 내림마장조로 바뀌고, 목관과 하프에 이어 현악기가 슈트라우스의 환희의 선율을 연주한다.
슈트라우스 특유의 밝은 느낌의 악구로서, 이 선율은 점점 폭넒게, 그리고 대위법적으로 진행된다. 그 후 다시 새로운 선율이 제1바이올린에 의해 열정적으로 제시되고, 곧 다른 악기와 함께 대위법적으로 엵혀진다. 태양이 솟아오르고, 밝은 햇살이 캄파냐에 가득 넘친다. 이어 악보1의 동기가 나타나 짫은 경과구를 형상하고, 제3부에 들어가면서 악보2의 변형이 현에 의해 제시된다. 이후 클라리넷의 새로운 선율이 경쾌하게 응답되고, 이 2개의 선율이 대위법적으로 결합되어 클라이맥스를 형성한다. 그 뒤 목관이 악보3의 악구를 조용히 회상하고, 마지막에 으뜸화음과 도펠도미난테 화음으로 구성된, 희망이 넘치는 화음을 으뜸화음으로 해결하여 이 악장이 끝난다.

### 제2악장 ‘로마의 폐허에서’
알레그로 몰토 콘 브리오 다장조 6/4박자(또는 2/3박자), 소나타 형식. 슈트라우스는 이 악장에서 다음과 같은 글을 적어 놓았다. ‘사라진 영광의 환상적인 영상(影像), 눈부신 현실 속의 비애와 고뇌의 감정’. 이 악장은 소나타 형식으로 매우 활기차고 화려하다. 또한 많은 주제가 제시되기 때문에 확대된 소나타 형식으로 보아도 무방하다. 먼저 트럼펫에 의해 밝고 화려한 제1주제가 연주된다. 이러한 제1주제는 사라진 영광의 영상을 표현한 것으로, 현에 의해 내림마장조로 조바꿈된다. 이어 오보에, 클라리넷이 부드럽고 감상적인 제2주제를 연주한다. 이것은 비애를 표현한 것이다. 이후 바이올린과 비올라, 그리고 목관에 의해 폭넓게 반복된 뒤 열정적이며 비극적인 다장조의 제3주제가 힘차게 나타난다. 이것은 고뇌를 표현한 것이다. 이 제3주제의 힘이 가라앉으면 밝은 제4주제가 바이올린에 의해 제시된다. 이것은 눈부신 현실을 표현한 것으로, 이 제4주제는 다장조를 중심으로 하고 있기 때문에 사실상 소나타 형식에서의 제2주제라고 할 수 있다. 이어 제4주제가 마무리되면 중간 코다의 성격을 띤 제5주제가 저음현과 목관에 의해 나타난다. 이것은 폐허더미에 서서 과거를
회상하고, 전쟁과 투쟁을 생각하는 모습이다. 여기에 제4주제가 얽혀 내림라장조, 이어 내림라(올림다)단조를 거치는 동안 밝은 느낌은 희미해진다. 마지막에 사단조로 조바꿈되고 점차 음폭을 넓혀 클리이맥스를 형성한 뒤 이 제시부는 마무리된다.
발전부는 내림가장조로 시작되는데, 먼저 비올라가 제1주제를 조용히 제시한다. 이 주제는 실을 잦는 듯이 다루어 나가는 도중, 갑자기 제3주제가 나타난다. 그리고 이 주제로써 클라이맥스를 이룬다. 이어 클라리넷 그리고 비올라에 의해 제2주제가 나타나지만 곧 제3주제에 묻혀 빛을 바랜다. 그리하여 비애와 고뇌가 그 절정에 다다를 무렵, 제1주제에 묻혀 빛을 바랜다. 그리하여 비애와 고뇌가 그 절정에 다다를 무렵, 제1주제의 동기까지 뒤얽힌다. 이윽고 고조된 긴장감이 가라않고 팀파니에 의해 제1주제의 리듬이 나직이 제시되면, 이에 응답하는 듯 클라리넷이 가장조의 제2주제를 선명하게 그려낸다. 뒤따른 목관의 마무리 동기는 악보6의 마지막 마디에서 유래하는 것으로, 발전부에서의 중요한 역할을 담당한다. 이 동기는 그 뒤 몇 번 더 나타나고, 이어, B, F, A♭, D♭의 화성으로 제1주제가 스트레토 형태로 나타나 발전부를 마무리한다. 이어서 현이 유니즌으로 제1주제를 힘차게 재현함으로써 곡은 재현부에 돌입한다. 재현부는 제시부와는 약간 변화되어 있는데 매우 강한 인상을 남긴다. 먼저 제1주제가 끝나면 제2주제가 으뜸조의 바이올린으로 재현된다. 이어 힘찬 제3주제가 나타나고 그 다음에 마장조에서 시작해서 다장조에서 머무는 제4주제, 그리고 이어서 코데타 주제가 차례로 재현된다. 힘찬 재현부가 끝나면 코다에 진입, 먼저 제1주제가 나타나고 거기에 제4주제를 얽어 맞춘 다음, 제2주제가 잔잔하게 연주된다. 그리고 곧 제1주제와 제4주제를 대위법적으로 수놓아 화려한 클라이맥스를 이룬 뒤, 이 악장은 끝난다.

### 제3악장 ‘소렌토 해변에서’
안단티노 가장조 3/8박자, 자유로운 소나타 형식. 이 악장은 자유로운 소나타 형식으로, 슈트라우스는 맑은 소렌토 해변의 풍경을 그려낸다. 먼저 목관, 하프, 그리고 약음기를 사용한 현에 의해 서주가 시작된다. 소렌토 해변의 한가로운 퐁경을 표현한 것이다. 이것은 차례로 반복되나 뒤이어 비올라와 첼로가 플래절렛 음을 낸다. 현에 의해 다시 한번 트릴이 연주된 다음 곡은 주부로 진입한다. 여기서는 바이올린에 의해 정감이 넘치는 아름다운 민요풍의 제1주제가 완만한 템포로 연된다. 이어 얽히는 대위법적 전개가 아름답고, 목관의 음형(서주에서 유래됨)도 효과적이다. 경과부에서는 두드러진 2개의 선율이 나타나는데, 그 중 하나는 제1주제에 이어 나오는 뱃노래풍의, 이탈리아 색채감이 짙은 것으로, 클라리넷에 의해 연주된다. 여기에는 바순과 현이 대위 선율로 가담한다. 그리고 다른 하나는 호른과 첼로의 경쾌한 선율로서 목관의 경쾌한 흐름이 뒤따른다. 그런데 이 첼로의 최초 두 마디 선율은 옛 카톨릭 찬송가 ‘십자가에 성실하라 (Crux fidelis)’의 주제와 같다. 그리고 그 다음에 클라리넷과 바순에 의해 친근한 제2주제가 나타난다. 이 민요풍의 주제는 슈트라우스가 고국에 대한 형수를 노래한 것이라 한다. 이후 현에 의한 아름다운 대위 선율이 여기에 얽히며 연주된다. 이 제2주제부가 조용히 마무리되면 바순과 현이 마치 잔물결과도 같이 잔잔히 연주되며 이어 오보에가 뱃노래풍의 선율을 조금 빠르게, 그러나 지나치치 않게 이어나간다. 이것은 코데타 주제이다. 속도는 다시 원래대로 돌아가 바이올린의 으뜸조로 제1주제의 단편을 제시하면 곡은 곧 제시부로 들어간다. 얼마 뒤 제2주제가 호른에 의해 나타나고 서주의 물결 음형도 더해진다. 이어 올림바장조로 조옮김되면서 서주의 음형은 더욱 선명해지고 점차 음폭이 증대되면서 클라이맥스를 형성하면, 악보12가 힘차게 그 모습을 나타낸다. 곧이어 제1주제를 생량한 재현부에 접어들면서 악보11이 나타나고, 제2주제 역시 생략된 채 조용히 서주를 회상하면서 소렌토 해변과의 이별을 고한다.

### 제4악장 ‘나폴리인의 생활’
알레그로 몰토 사장조 2/4박자, 소나타 형식. 나폴리 사람들의 명량함과 낙천적인 생활을 묘사하는 밝은 악장으로, 소나타 형식아다. 먼저 도펠도미난테의 힘찬 화음에서 반짝이는 듯한 현의 음향이 분출되고 저음현에서 제1주제의 명량한 선율이 흘러나온다. 이것은 나폴리 민요로서 널리 알려진 루이지 덴차(Luigi Denza, 1846~1922)의 칸초네 ‘푸니쿨리 푸니쿨라’의 주선율이다. 이 칸초네는 베수비오 산에 케이블카가 가설되었을 당시 광고용 음악으로 의뢰받아 덴차가 작곡한 곡으로서, 슈트라우스가 이탈리아를 여행한 전년쯤에 작곡되어 크게 유행한 바 있다. 슈트라우스는 이 칸초네를 옛부터 전하는 나폴리 민요로 알고 있었다고 한다. (훗날 ‘이탈리아에서’가 이탈리아에서 초연할 때 이 곡을 들은 덴차는 자신이 작곡한 칸초네의 선율이 무단인용된 것을 보고 분개하여 슈트라우스에게 저작권 침해로 법적고소를 했다. 덴차는 슈트라우스와의 저작권 재판에서 승소했고 이후 이 곡이 연주될 때마다 슈트라우스는 덴차에 저작권료를 지불하는 것으로 마무리 되었다.) 이 주제는 박력있게 다루어지는데, 그 사이에 1악장의 선율이 잠깐 등장한다. 슈트라우스의 재치가 넘치는, 색채감이 짙은 관현악이 구사된 경과부를 지나면 4악장의 첫부분과 같은 반짝이는 듯한 현의 음향이 다시 분출되고, 이어 제2주제가 역시 현에 의해 나타난다. 이 주제는 독일의 성격을 띤 것으로 제1주제와는 대비된다. 밝기는 하나 바로크적인 요소를 지닌다. 코데타에서는 현의 반주 위에 목관이 타란텔라풍의 선율을 펼친다. 이윽고 흥겹던 기운이 가라앉으면 제2주제가 모습을 드러내고 이로써 제시부는 마무리된다.
발전부에서는 재1주제를 바순에 의해 연주되는데, 매우 색채적이고 희극적이다. 이 주제를 잉글리시 호른이 이어받고 이후 타란텔라풍의 선율이 제1주제와 함께 어울린다. 여기에 경과부의 소재까지 첨가되어 입체감은 더욱 고조되고, 흥겨움은 점차 그 절정을 향해 치닫는다. 그리고 제1주제가 더블베이스의 내림가장조의 지속음 위에 목관과 바이올린에 의해 재현됨으로써 마침내 클라이맥스가 이루어진다. 뒤이어 호른이 유머스러한 주제의 단편을 연주하는데, 언뜻 듣기에는 일부러 음을 틀리게 한 듯한 느낌마저 든다. 이후 이러한 단편들은 전개적 기법으로 처리된 뒤 다시 긴장감이 고조되고 곧 조용해진다. 여기서 하프의 부드러운 반주에 맞추어 1악장의 제3부에서 클라리넷에 의해 연주된 바 있는 선율이 역시 클라리넷과 플루트에 의해 그 모습이 나타난다. 이 선율의 끝부분에서 제2주제가 변형되어 나타나고 같은 형태의 반복이 있는 뒤 곡은 재현부로 들어선다. 여기서는 제1주제가 있는 목관의 선율이 크게 부각되기도 하고 경과부의 소재가 다시 나타나기도 한다. 이어 곡은 프레스토로 바뀌고 현에 의해 진행되는 제1주제의 단편들이 스트레토로 다시 관악기에 의해 나타난다. 점점 기분이 고조되고 곧 모든 관현악이 힘차게 제1주제를 노래한다. 그리고 한 마디의 휴지가 있은 후 화려하게 끝맺는다.

## 참고 문헌
- 《작곡가별 명곡해설 라이브러리》 22권 '슈트라우스' 〈음악지우사〉 (音樂世界)